# Kaiden Guhle
Kaiden Guhle (né le 18 janvier 2002 à Sherwood Park, dans la province de l'Alberta au Canada) est un joueur professionnel canadien de hockey sur glace. Il évolue au poste de défenseur pour les Canadiens de Montréal.

## Biographie

### Carrière en club
Il est choisi au premier tour, en 16e position par les Canadiens de Montréal lors du repêchage d'entrée dans la LNH 2020.
Le 20 décembre 2021, il est nommé capitaine de l'Équipe Canada en vue du Championnat du monde de hockey junior de 2022 qui se déroule à Edmonton et Red Deer du 26 décembre 2021 au 5 janvier 2022.
Il marque son premier but dans la LNH le 27 octobre 2022 face aux Sabres de Buffalo.
Le 29 décembre 2022, il subit une blessure au genou lors d'une collision avec l'attaquant Aleksandr Barkov des Panthers de la Floride. On annonce qu'il sera à l'écart du jeu pour au moins deux mois. Il revient pour le match du 28 février 2023 contre les Sharks de San José et marque un but dans une victoire de 3-1. Après avoir raté des matchs en raison d'une blessure à l'épaule, il se foule la cheville le 16 mars contre les Panthers de la Floride. L'équipe annonce le 21 mars que sa saison est terminée. Il aura donc récolté quatre buts et 14 passes en 44 matchs pour sa saison recrue.
Le 31 juillet 2024, âgé de 22 ans, le défenseur de 6 pieds et 3 pouces signe une prolongation de contrat de 6 saisons avec les Canadiens. Ce contrat, valide des saisons 2025-2026 à 2030-2031, lui vaut 33,3 million $, pour une valeur annuelle moyenne de 5,55 millions $.
Le 28 janvier 2025, Guhle subi une lacération d'un muscle du quadriceps qui a nécessité une intervention chirurgicale dans un match contre les Jets de Winnipeg. Depuis son arrivée dans la Ligue nationale de hockey (LNH), le numéro 21 du CH n'a vraiment pas été épargné par les blessures. En un peu plus de deux saisons et demie, il a subi pas moins de neuf blessures de différentes natures.

## Vie privée
Kaiden est le frère cadet du hockeyeur Brendan Guhle.

## Statistiques

### En club
| Saison     | Équipe                   | Ligue      |     | Saison régulière | Saison régulière | Saison régulière | Saison régulière | Saison régulière |   | Séries éliminatoires | Séries éliminatoires | Séries éliminatoires | Séries éliminatoires | Séries éliminatoires |
| Saison     | Équipe                   | Ligue      | PJ  | B                | A                | Pts              | Pun              | PJ               | B | A                    | Pts                  | Pun                  |                      |                      |
| 2017-2018  | Raiders de Prince Albert | LHOu       | 8   | 0                | 1                | 1                | 4                | -                | - | -                    | -                    | -                    |                      |                      |
| 2018-2019  | Raiders de Prince Albert | LHOu       | 65  | 3                | 14               | 17               | 40               | 23               | 0 | 3                    | 3                    | 8                    |                      |                      |
| 2019-2020  | Raiders de Prince Albert | LHOu       | 64  | 11               | 29               | 40               | 56               | -                | - | -                    | -                    | -                    |                      |                      |
| 2020-2021  | Raiders de Prince Albert | LHOu       | 2   | 1                | 1                | 2                | 0                | -                | - | -                    | -                    | -                    |                      |                      |
| 2020-2021  | Rocket de Laval          | LAH        | 3   | 0                | 0                | 0                | 0                | -                | - | -                    | -                    | -                    |                      |                      |
| 2021-2022  | Raiders de Prince Albert | LHOu       | 17  | 2                | 13               | 15               | 28               | -                | - | -                    | -                    | -                    |                      |                      |
| 2021-2022  | Oil Kings d'Edmonton     | LHOu       | 25  | 5                | 20               | 25               | 29               | 19               | 8 | 8                    | 16                   | 10                   |                      |                      |
| 2022-2023  | Canadiens de Montréal    | LNH        | 44  | 4                | 14               | 18               | 27               | -                | - | -                    | -                    | -                    |                      |                      |
| 2023-2024  | Canadiens de Montréal    | LNH        | 70  | 6                | 16               | 22               | 56               | -                | - | -                    | -                    | -                    |                      |                      |
| 2024-2025  | Canadiens de Montréal    | LNH        | 55  | 6                | 12               | 18               | 47               | 5                | 0 | 0                    | 0                    | 4                    |                      |                      |
| Totaux LNH | Totaux LNH               | Totaux LNH | 169 | 16               | 42               | 58               | 130              | 5                | 0 | 0                    | 0                    | 4                    |                      |                      |

### En équipe nationale
| Année | Équipe        | Compétition                 |   | PJ | B | A | Pts | Pun               |  | Résultat |
| 2021  | Canada junior | Championnat du monde junior | 7 | 2  | 1 | 3 | 4   | Médaille d'argent |  |          |
| 2024  | Canada        | Championnat du monde        | 9 | 1  | 4 | 5 | 2   | 4e place          |  |          |

## Trophées et honneurs personnels

### Ligue de hockey de l'Ouest
- 2018-2019 : remporte la coupe Ed-Chynoweth avec les Raiders de Prince Albert
- 2021-2022 : récipiendaire du trophée AirBC remis au meilleur joueur des séries éliminatoires